# 林美土里
林 美土里（はやし みどり、1950年7月22日 - ）は、東京都出身の女優。
趣味は演劇鑑賞、イベント企画、ゴルフ。特技は声とダンスを用いた即興パフォーマンス、花・空間装飾、ウィンドウディスプレイ。

## 出演作品

### テレビドラマ
- 烈車戦隊トッキュウジャー 第43、47駅（2015年、テレビ朝日） - 野々村恵美子 役
- 三匹のおっさん2〜正義の味方、ふたたび!!〜（2015年、テレビ東京）

### 映画
- PLASTIC CLIME（2013年）
- 伝 prayers（2015年）

### 舞台
- ベニスの商人（2007年）
- 赤い華のデジャヴュー（2012年）
- よく喋るマダム達は、パクチーより食えない（2015年）

### CM
- 浜乙女
- シャープ AQUOS携帯 WEBムービー